# 당 고종
당 고종 이치(唐 高宗 李治, 628년 7월 21일(음력 6월 15일) ~ 683년 12월 27일(음력 12월 4일))는 중국 당나라의 제3대 황제이다. 당 태종(唐太宗) 이세민(李世民)의 9남이다. 모친은 문덕황후 장손씨이며, 자는 위선(爲善)으로 백제와 고구려를 신라와 함께 멸망시킨 황제로 잘 알려져 있는 인물이다.

## 생애

### 즉위
4세 때 당 태종에 의해 진왕에 봉해졌다. 큰 형 이승건의 뒤를 이어 넷째 이태가 황태자에 올랐으나 649년 7월 10일 폐위되면서 황태자에 봉해졌다. 이후 아버지 태종이 죽은 지 5일 뒤인 649년 7월 15일, 20세의 나이로 황제에 오른다. 처음에는 아무도 이치가 황제가 될 것이라 생각하지 않았다. 그것은 아버지인 태종의 생각도 마찬가지였는데, 막내 아들인 데다가 성격이 소심한 탓에 제대로 된 정치를 하지 못할 것이라 판단했기 때문이다.

### 대외 정책

#### 백제 공격
처음에는 부황의 정관의 치를 이끌었던 유능한 가신들을 옆에 두고 대외적으로도 강경한 입장을 취했다. 특히 백제에 대해서는 강경한 입장이었는데 그것은 자신에게 조공하는 신라를 계속 공격했기 때문이었다. 이에 사신을 백제에 보내 신라를 공격하지 말라는 강압에도 전혀 굴하지 않았고 오히려 나제동맹 당시 신라가 백제를 먼저 배신했으며 또한 자신의 왕인 성왕을 죽였다는 이유를 말하며 당은 이에 간섭하지 말라는 엄포를 내린다. 백제는 고구려와 함께 당나라에 조공을 하는 신라를 공격하여 한강유역의 무역 중심지인 당항성을 함락시켜 조공길을 막았다.(643년). 651년, 백제에서 사신을 보내자 고종은 백제에게 신라와 화친할 것을 요구하기도 하였다. 그러나 백제는 이를 간단히 무시한다. 오히려 신라의 김춘추(태종 무열왕)가 654년 신라의 왕위에 오르자 신라의 정세가 불안하다고 생각한 백제와 고구려는 655년 정월 신라를 대대적으로 협공하여 33개의 성을 함락시켜 수도인 금성까지 위협한다. 이에 신라는 고구려와 백제로부터 자신을 방어해 줄 구원군을 당나라에 정식으로 요청한다. 그러나 당 고종은 백제를 공격하기에 아직 시기가 이르다 판단하고 공격의 기회를 엿보고 있었다. 마침 백제의 의자왕이 계속된 전쟁의 승리로 도취한 나머지 군사방비를 소홀히 하자, 고종은 백제의 세력이 미약해졌다 판단하고 660년 3월소정방에게 13만 군사를 주어 백제를 멸망시키도록 지시한 뒤, 백제의 동맹국인 고구려에서 구원병을 보내는 걸 막기위해 이적에게 고구려 국경지역인 요하에 군사를 배치시켜 고구려가 함부로 움직이지 못하게 했다. 신라 또한 김유신 5만 군사를 보내 협공하도록 했다.
한편 백제의 의자왕은 이 소식을 듣지 못하고 방비를 소홀히 하여 전쟁에 젼혀 대비하지 않았다. 그러다가 뒤늦게 신라-당 연합군 18만 명이 공격한다는 소식을 들은 의자왕은 귀향 생활중인 흥수에게 막는 방법을 모색하게 했고 흥수는 백제의 천혜의 요새인 백마강과 탄현지방에 군사를 배치하여 당나라와 신라군을 막으라고 조언했다. 그런데 간신 중 한 명인 달솔이 흥수를 시기하여 "당나라 군과 신라군을 백마강과 탄현을 넘어오게 한 뒤 협공"하자고 제안을 해 의자왕이 달솔의 의견을 받아들이는 실수를 하고 만다. 이러한 실수는 곧 패배로 이어져 백제는 군사 3만여 명을 잃고만다. 이 참담한 결과로 좌절에 빠진 의자왕은 계백 등 출정장수에게 남은 군사 1만 명 중 5천의 군사를 주어 결사항전하도록 했지만 수적 열세에 패배해 모두 전멸했고 자신은 웅진성으로 달아나 남은 5천 명의 군사로 대항했으나, 얼마 버티지 못하고 결국 660년 7월 18일 항복을 선언한다. 그리고 의자왕을 포함해 왕족, 귀족, 일반 백성 등 13만 명의 포로는 당나라로 끌려가고 말았다.
이로써 백제는 건국 678년만에 신라와 당나라의 연합군에 의해 멸망한다.

#### 고구려 공격
고구려는 동맹국인 백제가 멸망해 이제는 신라, 당나라, 양쪽에서 압박을 받으며 고립상태가 되었다. 당 태종이 절대로 고구려를 공격하지 말라는 유언을 남겼다지만 애초에 고종은 자신의 아버지인 당 태종이 고구려군에 패퇴되고 그 전쟁에서 병을 얻어 사망했기 때문에 고구려에 대해 강한 증오심을 가지는 것도 당연했다. 때 마침 655년에 고구려와 백제가 연합해 신라를 공격하여 33개 성을 빼앗아 신라의 김춘추가 구원병을 요청하자 고구려의 뒤통수를 치기위해 국경지역인 요하에 도착해 선제공격을 했지만 패퇴하였고 659년에 재차 공격했지만 성과없이 퇴각한다. 그러다가 660년 백제를 멸망시키는 데 성공하자 고구려를 고립시켰다 판단하고 이는 곧 정벌할 수 있는 기회라고 생각한 고종은 661년 정월에 4만 4천 명의 병력을 이끌고 요하지역에 도착해 공격하고자 했지만 이때 백제부흥군이 나,당 연합군 진영에 선제공격을 가하여 혼란에 빠지자 고구려 공격 시기를 늦추게 된다.
그리고 마침내 그해 8월 고종은 이적을 패광도대행대총관, 정명진을 누방도행군, 계필하력을 요동도행군, 소정방을 평양도행군, 임아상을 패강도행군, 방효태를 옥저도행군으로 임명하고 당나라 67개 지방에서 집결된 대규모 병력을 고구려의 신성과 부여성으로 각각 진격시킨다. 군사 수치에 대해서는 기록이 안되어 있지만 출전한 장수들의 기록을 고려할 때 약 35만 명으로 추측되고 있다.
그들의 목적지는 고구려의 부수도인 평양성이었다. 그곳에는 고구려왕인 보장왕이 머물러있기 때문이다.
소정방은 이적, 정명진, 임아상, 설인귀 등 다른 장수들이 각각 부여성과 신성을 공격해 고구려군을 눈돌리게 한 사이 샛길로 빠져나가 평양성으로 진격하여 단숨에 함락시킬 계획을 세운다. 그러나 평양성은 외곽, 외성, 내성 등 3중 구조로 되어있어 워낙견고하여 함락이 쉽지않았다. 이로 인해 장기전으로 이어진다. 그리고 고구려군에 의해 보급로가 끊기고 군량미가 떨어지는 상황에서 겨울이 다가오자 싸울 힘이 없게 된 소정방과 그의 군사는 때마침 도착한 김유신이 이끄는 신라군의 군량미로 밥을 먹고 황급히 퇴각한다.
다른 진영에서도 별반 다를 게 없었다. 계필하력은 압록강 인근까지 진격했지만 연개소문의 장남인 남생 휘하의 고구려군의 저항으로 건너가지도 못하여 퇴각했고 이적과 정명진은 고구려의 최북방의 요새인 부여성을, 임아상과 설인귀는 신성을 1년이 넘도록 함락시키지 못했으며 특히 662년 방효태가 이끄는 4만 군사가 사수전투에서 그의 아들 12명과 함께 연개소문이 이끄는 고구려군에 의해 몰살이 되었다.
결국 계속된 패배로 전의를 완전히 상실한 당나라군은 퇴각하고 만다.
동맹국인 신라군 또한 김유신을 앞세워 평양성 인근까지 도달했지만 남산과 남건이 이끄는 고구려군의 저항으로 소정방에게 군량비만 넘긴채 별다른 성과없이 퇴각한다.
고종은 이렇게 많은 병력을 동원했지만 연개소문아래 일사불란하게 움직이는 고구려군에게 참패를 당했다.

#### 고구려 멸망
고구려군과 계속된 전쟁에서 연패를 당하자 고종은 고구려를 공격하는것을 하지 않게 된다. 또한 당나라 신료들도 반대하긴 마찬가지였다.
한편 고구려에서는 665년 연개소문이 사망하였다 그의 유언에 따라 맏아들 남생이 지위를 얻게 된다 그의 동생 남산과 남건도 맏형을 도우며 고구려 안정을 꾀한다. 그런데 연개소문의 동생 연정토가, 최고지위인 막리지를 자신이 아닌 맏아들 남생에게 넘겨준 것에 불만을 품어 남생, 남산, 남건을 서로 이간질 시킨다. 이러한 이간질은 곧 정권 다툼이 이어져 나라에 혼란에 빠지고 급기야 666년에 남생이 당나라에 투항을 한 결과가 된다. 고종은 의심했지만 기회라고 생각해서 그해 6월 남생과 이적, 설인귀, 소정방에게 50만 군사를 주어 대대적인 고구려 공격을 하게 된다. 그때 고구려 에서는 연개소문의 동생인 연정토가 당나라의 대규모 출정 소식을 듣고 고구려 한반도 남쪽 20개성을 가지고 신라에 투항해버리자 큰 혼란에 빠지게 된다. 신라에서도 이러한 연정토의 항복에 힘입어 김유신에게 20만 군사를 주어 고구려 한반도 남쪽을 공격하였다. 당나라와 신라, 이 두나라가 양쪽에서의 공격을 개시한다. 한편 고구려는 계속된 당나라와의 전쟁에 경제가 피폐해지고 인구가 줄어 전의를 가다듬지 못하는 상황이었고 연개소문의 세 아들의 권력다툼으로 혼란에 빠진 상황이기 때문에 속수무책으로 당할 수밖에 없었다
당나라군은 고구려의 지리적 위치를 상세히 알고있는 남생을 앞세운 공격으로 667년 1월 고구려의 북쪽 최북 방어성인 신성을 비롯, 그 휘하의 16개성을 함락시켰고, 668년 2월에는 부여성과 휘하의 40여개의 성을 함락시킨다. 그리고 그해 8월 평양성을 포위하였고 신라와의 협공과 승려 신성이 평양성 문을 열어줘서 9월 21일 마침내 평양성을 함락하는데 성공하여 보장왕의 항복을 받는다 이로써 고구려는 건국 705년만에 멸망하게 된다.

#### 나당전쟁
고종은 애초부터 백제와 고구려를 멸망시키고 신라까지 집어삼킬 계획이었다.
그러나 신라군을 비롯한 백제, 고구려유민의 완강한 저항으로 인해 장기전으로 바뀌어 계획에 차질을 빚는다. 특히 675년에 있었던 매소성 전투와 676년에 있었던 기벌포 전투에서 신라군에게 완패되어 퇴각을 결정한다. 나당전쟁 후 신라와 관계가 단절된 이후 두 나라는 전쟁으로서의 사과와 친서를 보내 다시 화친을 맺었으며 무역, 경제적으로 밀월 관계가 되며 발해를 공격하려고 했다.

### 숙청
아버지의 후궁이었던 무씨를 총애하여 자신의 소의, 나아가 황후로까지 봉했다. 무씨는 황후가 되자 폐황후 왕씨를 지지했던 장손씨 등 개국공신집단(관롱집단)을 가차없이 처형했으며 이후로도 자신에게 의견에 반대하는 신하들은 모두 죽여버렸다. 이를 계기로 이 시기 관료집단의 구성이 개국공신에서 과거 북제영역이던 산둥 출신의 새로운 관료로 변화되었다.
그 후 이치가 병이 나자 측천황후가 정치를 대행하였으며 674년에는 황제의 칭호를 고쳐 천황(天皇)으로, 황후를 천후(天后)로 칭하였다.

### 죽음
재위 34년째인 683년 12월 27일, 고종은 55세의 나이로 붕어하여 건릉(乾陵)에 묻혔다.

## 존호, 시호, 묘호, 능호
초기 시호는 천황대제(天皇大帝)이며, 당 현종 때 추가 개칭하여 올린 정식시호는 천황대성대홍효황제(天皇大聖大弘孝皇帝)이다.
묘호는 고종(高宗)이며, 능호는 건릉(乾陵)이다.

## 가족 관계

### 조부모와 부모
- 조부 : 고조(高祖) 신요황제(神堯皇帝) 이연(李淵)
- 조모 : 태목황후(太穆皇后) 두씨(竇氏)
- 부친 : 태종(太宗) 문무황제(文武皇帝) 이세민(李世民)
- 모친 : 문덕황후(文德皇后) 장손씨(長孫氏)

### 황후
| 봉호           | 시호                        | 이름(성씨) | 별칭  | 재위년도      | 생몰년도      | 국구(장인/장모)                                                                         | 능묘       | 비고  |
| -------------- | --------------------------- | ---------- | ----- | ------------- | ------------- | --------------------------------------------------------------------------------------- | ---------- | ----- |
| 폐황후(廢皇后) |                             | 왕씨(王氏) | [ 3 ] | 650년 ~ 655년 | ? ~ 655년     | 위국공(魏國公) 왕인우(王仁祐) 위국공부인(魏國公夫人) 류씨(柳氏)                         |            | [ 4 ] |
| 황후(皇后)     | 측천순성황후 (則天順聖皇后) | 무조(武曌) | [ 5 ] | 659년 ~ 683년 | 624년 ~ 705년 | 무주 추존황제 태조(太祖) 무사확(武士彠) 무주 추존황후 효명고황후(孝明高皇后) 양씨(楊氏) | 건릉(乾陵) | [ 6 ] |

### 후궁
| 봉호(시호)         | 별칭 | 이름(성씨)         | 생몰년도  | 비고             |
| ------------------ | ---- | ------------------ | --------- | ---------------- |
| 숙비(淑妃)         |      | 소씨(蕭氏)         | ? ~ 655년 | [ 7 ]            |
| 첩여(婕妤)         |      | 서씨(徐氏)         |           | [ 8 ]            |
| 궁인(宮人)         |      | 유실고(劉失考)     |           |                  |
| 궁인(宮人)         |      | 주씨(周氏)         |           |                  |
| 궁인(宮人)         |      | 양씨(楊氏)         |           |                  |
| 정인               |      |                    |           |                  |
| 한국부인(韓國夫人) |      | 무순(武順)         |           | 측천무후의 언니. |
| 위국부인(魏國夫人) |      | 하란민월(賀蘭敏月) | ? ~ 666년 | 측천무후의 조카. |

### 황자
| -    | 봉호           | 시호                           | 이름           | 생몰년도      | 생모          | 자식    | 별칭   | 비고                   |
| ---- | -------------- | ------------------------------ | -------------- | ------------- | ------------- | ------- | ------ | ---------------------- |
| 장남 | 연왕(燕王)     |                                | 이충(李忠)     | 643년 ~ 665년 | 궁인 유씨     |         | [ 9 ]  | [ 10 ]                 |
| 차남 | 원왕(原王)     | 도(悼)                         | 이효(李孝)     | ? ~ 664년     | 궁인 정씨     |         | [ 11 ] |                        |
| 3남  | 택왕(澤王)     |                                | 이상금(李上金) | 645년 ~ 690년 | 궁인 양씨     |         | [ 12 ] | [ 13 ]                 |
| 4남  | 허왕(許王)     |                                | 이소절(李素節) | 648년 ~ 690년 | 숙비 소씨     |         | [ 14 ] | [ 15 ]                 |
| 5남  | 황태자(皇太子) | 의종(義宗) 효경황제 (孝敬皇帝) | 이홍(李弘)     | 652년 ~ 675년 | 측천황후 무씨 | 1양자   | [ 16 ] | [ 17 ]                 |
| 6남  | 황태자(皇太子) | 장회(章懷)                     | 이현(李賢)     | 654년 ~ 684년 | 측천황후 무씨 | 3남 1녀 | [ 18 ] | [ 19 ]                 |
| 7남  | 황태자(皇太子) |                                | 이현(李顯)     | 656년 ~ 710년 | 측천황후 무씨 | 4남 8녀 | [ 20 ] | 제4대 황제 중종(中宗). |
| 8남  | 상왕(相王)     |                                | 이단(李旦)     | 662년 ~ 716년 | 측천황후 무씨 |         | [ 22 ] | 제5대 황제 예종(睿宗). |

### 황녀
| -    | 봉호(시호)                      | 이름           | 생몰년도      | 생모          | 부마                      | 별칭   | 비고    |
| ---- | ------------------------------- | -------------- | ------------- | ------------- | ------------------------- | ------ | ------- |
| 장녀 | 금성장공주 (金城長公主)         | 이하옥(李下玉) | ? ~ 691년     | 숙비 소씨     | 권의(權毅)                | [ 24 ] |         |
| 차녀 | 고안대장공주 (高安長公主)       |                | 649년 ~ 714년 | 숙비 소씨     | 왕욱(王勖)                | [ 25 ] |         |
| 3녀  | 안정사공주 (安定思公主)         |                | 654년         | 측천황후 무씨 |                           | [ 26 ] | 요절함. |
| 4녀  | 진국태평장공주 (鎭國太平長公主) | 이영월(李令月) | 665년 ~ 713년 | 측천황후 무씨 | 설소(薛紹)                | [ 27 ] |         |
| 4녀  | 진국태평장공주 (鎭國太平長公主) | 이영월(李令月) | 665년 ~ 713년 | 측천황후 무씨 | 정왕(定王) 무유기(武攸暨) | [ 27 ] |         |

## 기년
| 고종        | 원년                | 2년                 | 3년                 | 4년                 | 5년                 | 6년        | 7년                 | 8년        | 9년                 | 10년                |
| ----------- | ------------------- | ------------------- | ------------------- | ------------------- | ------------------- | ---------- | ------------------- | ---------- | ------------------- | ------------------- |
| 서력 (西曆) | 650년               | 651년               | 652년               | 653년               | 654년               | 655년      | 656년               | 657년      | 658년               | 659년               |
| 간지 (干支) | 경술(庚戌)          | 신해(辛亥)          | 임자(壬子)          | 계축(癸丑)          | 갑인(甲寅)          | 을묘(乙卯) | 병진(丙辰)          | 정사(丁巳) | 무오(戊午)          | 기미(己未)          |
| 연호 (年號) | 영휘(永徽) 원년     | 2년                 | 3년                 | 4년                 | 5년                 | 6년        | 현경(顯慶) 원년     | 2년        | 3년                 | 4년                 |
| 고종        | 11년                | 12년                | 13년                | 14년                | 15년                | 16년       | 17년                | 18년       | 19년                | 20년                |
| 서력 (西曆) | 660년               | 661년               | 662년               | 663년               | 664년               | 665년      | 666년               | 667년      | 668년               | 669년               |
| 간지 (干支) | 경신(庚申)          | 신유(辛酉)          | 임술(壬戌)          | 계해(癸亥)          | 갑자(甲子)          | 을축(乙丑) | 병인(丙寅)          | 정묘(丁卯) | 무진(戊辰)          | 기사(己巳)          |
| 연호 (年號) | 5년                 | 6년 용삭(龍朔) 원년 | 2년                 | 3년                 | 인덕(麟德) 원년     | 2년        | 3년 건봉(乾封) 원년 | 2년        | 3년 총장(總章) 원년 | 2년                 |
| 고종        | 21년                | 22년                | 23년                | 24년                | 25년                | 26년       | 27년                | 28년       | 29년                | 30년                |
| 서력 (西曆) | 670년               | 671년               | 672년               | 673년               | 674년               | 675년      | 676년               | 677년      | 678년               | 679년               |
| 간지 (干支) | 경오(庚午)          | 신미(辛未)          | 임신(壬申)          | 계유(癸酉)          | 갑술(甲戌)          | 을해(乙亥) | 병자(丙子)          | 정축(丁丑) | 무인(戊寅)          | 기묘(己卯)          |
| 연호 (年號) | 3년 함형(咸亨) 원년 | 2년                 | 3년                 | 4년                 | 5년 상원(上元) 원년 | 2년        | 3년 의봉(儀鳳) 원년 | 2년        | 3년                 | 4년 조로(調露) 원년 |
| 고종        | 31년                | 32년                | 33년                | 34년                |                     |            |                     |            |                     |                     |
| 서력 (西曆) | 680년               | 681년               | 682년               | 683년               |                     |            |                     |            |                     |                     |
| 간지 (干支) | 경진(庚辰)          | 신사(辛巳)          | 임오(壬午)          | 계미(癸未)          |                     |            |                     |            |                     |                     |
| 연호 (年號) | 2년 영륭(永隆) 원년 | 2년 개요(開耀) 원년 | 2년 영순(永淳) 원년 | 2년 홍도(弘道) 원년 |                     |            |                     |            |                     |                     |

## 당 고종이 등장한 작품
- 《연개소문》(SBS, 2006년~2007년, 배우:박준혁)
- 《대조영》(KBS, 2006년~2007년, 배우:한범희)
- 《태평공주 (太平公主祕史)》(후난위성텔레비전, 2011년, 배우:가오쯔치)
- 《대왕의 꿈》(KBS, 2012년~2013년, 배우:서동수)
- 《무미낭전기》(후난TV, 2014년~2015년, 배우:리즈팅)
- 《한국사기》(KBS, 2017년, 배우 : 이병철)

## 참고 문헌
- 김부식 (1145), 《삼국사기》 〈권28 백제본기 제육(百濟本紀第六) 의자왕(위키문헌 번역본)〉 /(국사편찬위원회 > 한국사데이타베이스 번역본)